# Kerstin Warnerbring
Kerstin Margareta Warnerbring, född Jonsson 15 februari 1942 i Hammerdals församling i Jämtlands län, är en svensk socionom och politiker (centerpartist), som var riksdagsledamot för Malmöhus läns södra valkrets 1994–1998.
Hon var gift med sångaren Östen Warnerbring (1979–1989).